# Виборчий округ 105
Виборчий округ 105 — виборчий округ в Луганській області, більша частина якого внаслідок збройної агресії на сході України тимчасово перебуває під контролем терористичного угруповання «Луганська народна республіка», а тому вибори в більшій частині округу не проводяться, а в 2014 вони не проводились взагалі. У 2019 році вибори проводились лише на шести підконтрольних українській владі виборчих дільницях в місті Щастя (дільниці 441404-441408 та 441413), що призвело до парадоксальної ситуації, коли кандидатка-мажоритарниця була обрана до Верховної Ради отримавши всього 1 854 голоси виборців, при тому що на повністю підконтрольних Україні округам кандидати мають отримати декілька десятків тисяч голосів для перемоги. Подібна ситуація спостерігається і на окрузі №51 в Донецькій області. В сучасному вигляді був утворений 28 квітня 2012 постановою ЦВК №82 (до цього моменту існувала інша система виборчих округів). Окружна виборча комісія цього округу розташовується в приміщенні виконавчого комітету Жовтневої районної у місті Луганську ради за адресою м. Луганськ, 31-й квартал, 14а.
До складу округу входять Жовтневий район, частина Кам'янобрідського району (східна половина району) міста Луганськ та частина Новоайдарського району (місто Щастя). Округ складається із двох окремих частин, які не межують між собою. Наразі лише місто Щастя (північна частина округу) знаходиться під контролем української влади. Виборчий округ 105 межує з округом 109 на півдні, з округом 104 на заході та з округом 114 з інших сторін. Виборчий округ №105 складається з виборчих дільниць під номерами 441331-441409, 441411-441413 та 441419-441432.

## Народні депутати від округу
| Ім'я                         | Фото | Партія           | Скликання | Дата набуття повноважень | Дата припинення повноважень |
| ---------------------------- | ---- | ---------------- | --------- | ------------------------ | --------------------------- |
| Горохов Сергій Олександрович |      | Партія регіонів  | 7-ме      | 12 грудня 2012           | 27 листопада 2014           |
| Гриб Вікторія Олександрівна  |      | Опозиційний блок | 9-те      | 29 серпня 2019           |                             |

## Результати виборів

### Парламентські

#### 2019
Кандидати-мажоритарники:
- Гриб Вікторія Олександрівна (Опозиційний блок)
- Медведчук Сергій Володимирович (Опозиційна платформа — За життя)
- Кравченко Владислав Володимирович (самовисування)
- Кобзар Сергій Олегович (Слуга народу)
- Пріліпа Віталій Вікторович (Сила людей)
- Іваненко Геннадій Георгійович (самовисування)
- Шевцов Олексій Вікторович (самовисування)
- Жувакін Віктор Олександрович (самовисування)
- Татарка Сергій Миколайович (самовисування)
- Богиня Олександр Олександрович (самовисування)
- Чудовський Ігор Вячеславович (Народний рух України)
- Шманьов Ігор Леонідович (Європейська Солідарність)
- Жиров Ігор Володимирович (самовисування)
- Качан Олексій Вікторович (самовисування)
- Ляшко Дмитро Олександрович (самовисування)
- Мельник Світлана Вікторівна (самовисування)
- Галасюк Богдален Богданович (самовисування)
- Аністратенко Олександр Григорович (самовисування)
- Головко Аліна Миколаївна (самовисування)
- Запорожець Володимир Петрович (самовисування)
- Бажановська Олена Василівна (самовисування)
- Галаган Юрій Васильович (самовисування)
- Косяк Сергій Петрович (самовисування)
- Міхова Інеса Сергіївна (самовисування)
- Волков Ярослав Олександрович (самовисування)
- Кримовська Анна Петрівна (самовисування)
- Мартинів Людмила Володимирівна (самовисування)
- Мусійченко Микола Георгійович (самовисування)
- Острєцов Микита Вікторович (Патріот)
- Попова Анастасія Євгенівна (самовисування)
- Нікітченко Володимир Олегович (самовисування)
- Подгорна Дарія Сергіївна (самовисування)
- Смольніков Іван Станіславович (самовисування)

#### 2012
Кандидати-мажоритарники:
- Горохов Сергій Олександрович (Партія регіонів)
- Чаленко Максим Михайлович (Комуністична партія України)
- Тамашев Геннадій Анатолійович (УДАР)
- Кривобоков Владислав Анатолійович (Народна партія вкладників та соціального захисту)
- Барвіна Наталія Олександрівна (Україна — Вперед!)
- Попов Володимир Євгенович (самовисування)
- Скіріч Андрій Степанович (самовисування)
- Жданова Валентина Олександрівна (самовисування)
- Вікторов Андрій Сергійович (Нова політика)
- Мошенський Сергій Захарович (самовисування)

## Явка
Явка виборців на окрузі: